# Pojnea, Velîka Pîsarivka
Pojnea (în ucraineană Пожня) este o comună în raionul Velîka Pîsarivka, regiunea Sumî, Ucraina, formată numai din satul de reședință.

## Demografie
Componența lingvistică a comunei Pojnea
     Rusă (79,22%)
     Ucraineană (20,78%)
Conform recensământului din 2001, majoritatea populației comunei Pojnea era vorbitoare de rusă (79,22%), existând în minoritate și vorbitori de ucraineană (20,78%).